# Cá sạo chấm
Cá sạo chấm (Danh pháp khoa học: Pomadasys maculatus) là một loài cá trong họ Haemulidae phân bố ở Đông châu Phi, Hồng Hải, Ấn Độ Dương, Philippin, Indonesia, Trung Quốc, Nhật Bản, Việt Nam. Tên thường gọi tiếng Anh: Bloched grunt. Tên gọi thị trường Úc: Grunter bream, Javelin fish, Small-spotted javelin fish, Spotted javelin fish. Tên gọi tiếng Nhật Madara-mizoisaki. Tên gọi tiếng Tây Ban Nha: Corocoro montura 

## Đặc điểm
Thân hình bầu dục, dẹp bên, viền lưng cong. Đầu dẹp bên. Kích cỡ 150-200mm Chiều dài thân bằng 2,7-2,9 lần chiều cao thân và bằng 2,8-3,2 lần chiều dài đầu. Mép sau xương nắp mang trước hình răng cửa. Mắt lớn, tròn, ở vị trí trước nửa đầu. Miệng hơi xiên, hai hàm dài bằng nhau. Răng dài, nhọn, mọc thành đai rộng trên hai hàm. Xương lá mía và xương khẩu cái không có răng.
Khe mang rộng, lược mang đều đặn, nhỏ. Toàn thân trừ phần mõm đều phủ vảy lược nhỏ. Đường bên hoàn toàn. Gốc vây hậu môn và vây đuôi phủ vảy. Vây lưng dài. Vây bụng có một gai cứng to, khỏe. Vây đuôi rộng, mép sau lõm sâu. Toàn thân màu trắng đục. Bên thân có 4 vết đen lớn. Gốc vây lưng có nhiều chấm đen nhỏ. Trên vây lưng, khoảng giữa các gai cứng 4-7 có một vết đen lớn, hình bầu dục. Các vây khác màu nhạt. 